# Bolesław Georg II.

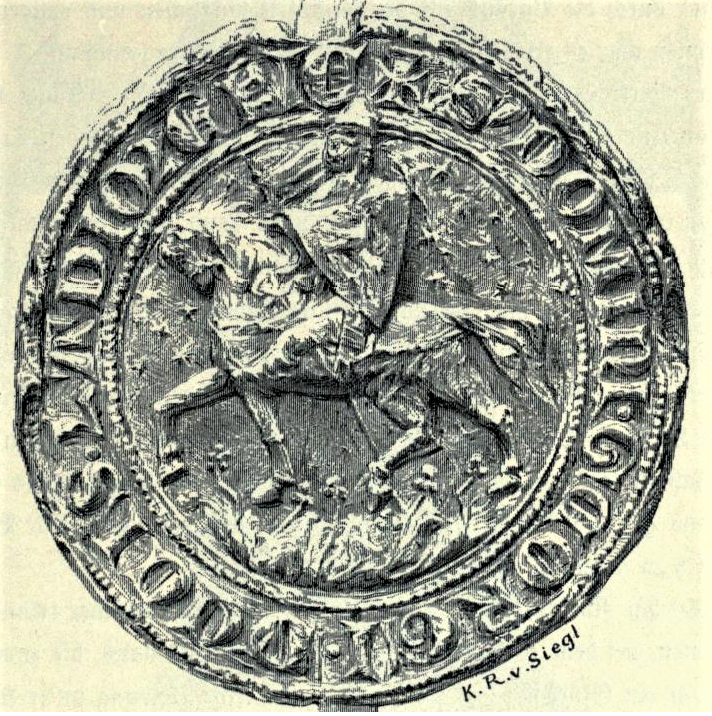
Siegel des Herzogs Bolesław Georg von Ruthenien (1335)

Juri II. (lateinisch Georgius Dei gratia Rex Russiae, ukr. Юрій II, polnisch Jerzy II., deutsch Georg II.), bis 1323 Bolesław von Masowien (auch Bolesław Georg II., ukrainisch Юрій-Болеслав II Тройденович, polnisch Bolesław Jerzy II. Trojdenowicz, lateinisch Boleslaus II Trojden de Masovia natus dux et dominus Russiae; * 1308; † 7. April 1340 in Wolodymyr) war ab 1323 Fürst von Halytsch-Wolodymyr. Er entstammte der masowischen Linie der Piasten. Er war ein Ururenkel von Konrad I., Herzog von Masowien.

## Leben
Bolesław wurde als Sohn des Herzogs Trojden I. von Masowien und der Maria von Halytsch-Wolodymyr, Tochter von Juri I. von Galizien, unter dem Namen Bolesław geboren. Im Jahre 1323 starb die regierende Dynastie von Halytsch-Wolodymyr im Mannesstamm aus. Der Neffe des letzten Herrschers, Bolesław von Masowien, wurde sein Nachfolger. Er war verwandtschaftlich sowohl mit der polnischen, als auch mit der litauischen Herrscherfamilie verbunden. Als Bolesław allerdings im Jahre 1340, wegen angeblicher Bevorzugung der Katholiken, von seinen Bojaren vergiftet wurde, brach ein Kampf zwischen den aufstrebenden osteuropäischen Großmächten Polen und Litauen um die Erbmasse des Fürstentums Halytsch-Wolodymyr aus, der schließlich in einer Teilung des Reiches endete. Das Gebiet des Fürstentums Halytsch (Galizien) ging an das Königreich Polen, das des Fürstentums Wolodymyr (Wolhynien) an das Großfürstentum Litauen.

## Bedeutung
Juri II. versuchte sein Gebiet auf vielen Ebenen zu modernisieren. Unter seiner Herrschaft missionierten beispielsweise die Franziskaner in dem Fürstentum und die Kanzlei von Juri II. verwendete nicht die altrussische, sondern die lateinische Sprache. Heute wissen wir auch, dass Juri II. am 20. Januar 1339 die Stadt Sanok nach dem Magdeburger Recht gründete, was wahrscheinlich die erste nach diesem Recht gegründete Stadt in einem ruthenischen Fürstentum war. Das Recht eine Gemeinde zu gründen erhielt Bartłomiej aus Sandomierz, bezeugt haben dieses Dokument Adalbert, der Vogt von Bochnia, sowie Bartłomiej, der Vogt von Warschau. Diese Zuströme polnischer, böhmischer und deutscher Bevölkerung in die städtischen Zentren von Juris Reich waren möglicherweise eine Quelle des Konflikts mit der dort ansässigen orthodoxen Bevölkerung und ein Grund für den Mord an Juri II.